# Llista de governadors de Tlaxcala

Escut de Tlaxcala

Aquesta és la llista de governadors de Tlaxcala. Segons la Constitució Política de l'Estat Lliure i Sobirà de Tlaxcala, l'exercici del Poder Executiu d'aquesta entitat mexicana, es diposita en un sol individu, que es denomina Governador Constitucional de l'Estat Lliure i Sobirà de Tlaxcala i que és elegit per a un període de 6 anys no reelegibles per cap motiu. El període governamental comença el dia 15 de gener de l'any de l'elecció i acaba el 14 de gener després d'haver transcorregut sis anys.
Els individus que han ocupat el governadorat de l'estat de Tlaxcala, en les seves diferents denominacions, han estat els següents:

## Governadors de l'Estat Lliure i Sobirà de Tlaxcala
- fina el 28 d'agost de 1821 Agustín González del Campillo[1]
- 9 de juny de 1857 a 6 de gener de 1858: Guillermo Valle
- 9 de gener de 1858 a 13 de gener de 1859: José Manuel Saldaña
- 30 setembre de 1866 a 11 de març 1867: general Antonio Rodríguez, (Governador i Comandant Militar de l'Estat)
- 11 març de 1867 a 17 abril de 1872: Miguel Lira y Ortega
- 18 d'abril de 1872 a 9 agost de 1872: coronel Pedro Lira, (Governador i Comandant Militar de l'Estat)
- 30 setembre 1872 a 14 gener de 1876: Melquiades Carvajal
- 22 març de 1876 a 16 novembre de 1876: general Doroteo León, (Governador i Comandant Militar de l'Estat)
- 15 de gener de 1881 a 31 de juliol de 1884: J. Mariano Grajales
- 15 de gener de 1885 a 1 de juny de 1911: Próspero Cahuantzi, (Governador i Comandant Militar de l'Estat)
- 1 setembre de 1911 a 30 novembre de 1911: Ramón E. Maldonado
- 2 juny de 1911 a 30 d'agost 1911: Agustín Sánchez
- 15 gener de 1913 a 3 febrer de 1913: Agustín Sánchez
- 1 setembre de 1911 a 31 agost de 1914: Antonio Hidalgo
- 1911 a 1913: Agustín Maldonado
- De febrer de 1913 a març de 1913: Manuel Cuella
- De març de 1913 a 14 maig de 1913: general Alberto Yarza, (Governador i Comandant Militar de l'Estat)
- 1914 - 1915 Alejo González
- 16 maig de 1915 a 15 maig de 1916 Porfirio del Castillo, (Governador i Comandant Militar de l'Estat)
- 1 d'abril de 1917 a 1 d'octubre de 1917: general Daniel Río Zertuche
- 1 d'octubre de 1917 a 30 maig de 1918: general Luis M. Hernández
- 31 de maig de 1918 a 7 de maig de 1920: general Máximo Rojas
- 1920: Ignacio Mendoza
- 1920: Octavio Hidalgo
- 1920: Manuel R. Solís
- 15 de gener de 1921 a 14 gener 1925: Rafael Apango
- 15 de gener de 1925 a 14 de gener de 1929: Ignacio Mendoza
- 15 de gener de 1929 a 5 de gener de 1933: Adrián Vázquez Sánchez
- 5 de gener de 1933 a 14 març de 1933: Moisés R. García
- 10 de gener 1910: Gabriel Lara Romero[2]
- (1933 - 1937): Adolfo Bonilla
- (1937 - 1940): Isidro Candia
- (1940 - 1941): Joaquín Cisneros Molina
- (1941 - 1944): Manuel Santillán
- (1944 - 1945): Mauro Angulo
- (1945 - 1951): Rafael Ávila Bretón
- (1951 - 1957): Felipe Mazarraza
- (1957 - 1963): Joaquín Cisneros Molina
- (1963 - 1969): Anselmo Cervantes
- (1969 - 1970): Ignacio Bonilla
- (1970): Crisanto Cuéllar Abaroa
- (1970 - 1975): Luciano Huerta Sánchez
- (1975 - 1981): Emilio Sánchez Piedras
- (1981 - 1987): Tulio Hernández Gómez
- (1987 - 1992): Beatriz Paredes Rangel
- (1992 - 1993): Samuel Quiroz de la Vega
- (1993 - 1999): José Antonio Álvarez Lima
- (1999 - 2005): Alfonso Sánchez Anaya
- (2005 - 2011): Héctor Ortiz Ortiz
- (2011 - 2017): Mariano González Zarur